# John L. Watson
|  | Aquest article tracta sobre el jugador i escriptor d'escacs. Vegeu-ne altres significats a «John Watson». |

John Leonard Watson (Milwaukee, 5 de setembre de 1951), és un jugador, escriptor, i entrenador d'escacs estatunidenc, que té el títol de Mestre Internacional des de 1982.
Tot i que està pràcticament inactiu des de l'any 2000, a la llista d'Elo de la FIDE d'octubre de 2014, hi tenia un Elo de 2319 punts, cosa que en feia el jugador número 300 dels Estats Units. El seu màxim Elo (des de 1990) va ser de 2405 punts, a la llista de juliol de 1996 (posició 1580 al rànquing mundial).

## Biografia i resultats destacats en competició
Watson va néixer a Milwaukee i es va criar a Omaha, Nebraska. Va ser educat a la Brownell-Talbot, Harvard i a la Universitat de Califòrnia a San Diego, on es va graduar en enginyeria. Ha guanyat molts torneigs d'escacs, inclòs el Campionat Nacional Universitari dels Estats Units, i també l'American Open.

## Teòric i escriptor d'escacs
Watson és més conegut com a teòric dels escacs i escriptor, i ha escrit més de trenta llibres sobre molts aspectes dels escacs. El seu llibre de 1999 Secrets of Modern Chess Strategy (Secrets de l'estratègia moderna en escacs) va guanyar el premi Book of the year de la Federació Britànica d'Escacs, i també el de la Federació d'Escacs dels Estats Units. El següent volum sobre el mateix tema, Chess Strategy in Action (Estratègia escaquística en acció) va guanyar el premi Book of the Year de Chesscafe. Aquests dos llibres exploren i teoritzen sobre com de radicalment han canviat els escacs des de començaments del segle xx, i sobre com algunes regles velles i que suposadament havien superat el test del temps, s'han substituït per d'altres de revolucionàries sorgides de la pràctica sobre el tauler.
Aquests llibres han estat traduïts a diversos idiomes. Amb un caire més lleuger, en Watson va escriure també la sèrie de comic book Chessman, il·lustrada per Chris Hendrickson i Myreng Svein. Els còmics Chessman estan actualment fora de circulació, i són objectes de col·lecció. Watson té una columna regular de crítica de llibres a The Week in Chess, publicació de London Chess Centre (disponible en línia). També condueix un xou setmanal per ràdio i internet, 'Chess Talk with John Watson', a Chess.FM, la ràdio de l'Internet Chess Club (ICC).
En Watson també ha fet d'entrenador d'escacs; entre els seus estudiants hi ha hagut en Tal Shaked (Campió del món juvenil de 1997), els mestres Patrick Hummel, Abby Marshall, i d'altres campions escolars dels Estats Units.

## Llibres selectes
- Play the French, third edition, (Cadogan Chess Books) ISBN 1-85744-337-3
- Chess Strategy in Action ISBN 1-901983-69-2
- The Unconventional King's Indian ISBN 1-84382-150-8
- The Gambit Guide to the Modern Benoni ISBN 1-901983-23-4
- Secrets of Modern Chess Strategy: Advances since Nimzowitsch, Gambit Publications, 1999, ISBN 1-901983-07-2
- Chess Strategy in Action, Gambit, 2003, ISBN 1-901983-69-2
- English 1...P-K4 ISBN 1-84382-144-3
- Dangerous Weapons: The French, Everyman Chess (2007): ISBN 978185744 435 3
- Mastering the Chess Openings, Gambit Publications (en quatre volums) 
  - Volum 1 (1. e4): ISBN 1-904600-60-3 (2006)
  - Volum 2 (1. d4): ISBN 1-904600-69-7 (2007)
  - Volum 3 (1. c4): ISBN 1-904600-98-0 (2009)
  - Volum 4: ISBN 978-1-906454-19-7 (2010)